# Pseudopharsalia flavostictica
Pseudopharsalia flavostictica är en skalbaggsart som beskrevs av Stefan von Breuning 1969. Pseudopharsalia flavostictica ingår i släktet Pseudopharsalia och familjen långhorningar. Inga underarter finns listade i Catalogue of Life.